# Summer Lover
「Summer Lover」（サマー ラバー）は、EXILE THE SECONDの7枚目のシングル。2017年6月28日にrhythm zoneから発売。

## 概要
「CD+DVD」、「CD+DVD」（FC・モバイルSHOP限定）、「CDのみ」 の3形態での発売。CDには、表題曲を含む全2曲4バージョンを収録。DVDには、表題曲のミュージックビデオと、2017年5月14日に幕張メッセで行われた「EXILE THE SECOND LIVE TOUR 2016-2017 "WILD WILD WARRIORS" THE FINAL」から表題曲のライブ映像を収録。
表題曲のミュージックビデオはグアムで撮影。テーマは「メンバーがリゾートで過ごす夏」。

## メディアでの使用
- 「Summer Lover」は、デリシャカス2017 テーマソング[4] 、鴨川シーワールド 2017年夏 テーマソング[4]

## 収録曲

### CD
1. Summer Lover [3:48]
作詞：YVES&ADAMS / 作曲：DJ first, Daniel Durn, Katrine”Neya“Klith
2. Body [4:06]
作詞：TAKANORI (LL BROTHERS), ALLY / 作曲：SHOKICHI, UTA, SUNNY BOY, Anita McCloud, Brandon Rogers
3. Summer Lover (Instrumental)
4. Body (Instrumental)

### DVD
1. Summer Lover (Music Video)
2. Summer Lover (from EXILE THE SECOND LIVE TOUR 2016-2017 "WILD WILD WARRIORS" THE FINAL @ Makuhari Messe)
3. The Creation of Summer Lover -Documentary-  (FC・モバイルSHOP限定盤のみに収録)